# Codroipo
Codroipo (friülà Codroip) és un municipi italià, dins de la província d'Udine. L'any 2007 tenia 15.490 habitants. Limita amb els municipis de Basiliano, Bertiolo, Camino al Tagliamento, Lestizza, Mereto di Tomba, San Vito al Tagliamento (PN), Sedegliano, Valvasone (PN), Varmo.

## Fraccions
- Beano (Beàn)
- Biauzzo ( Blaùç)
- Goricizza (Guricìs)
- Iutizzo (Jutìs)
- Lonca (Lonche)
- Muscletto (Musclêt)
- Passariano (Passariàn)
- Pozzo (Poç)
- Rividischia (Rividìscje)
- Rivolto (Rivòlt)
- San Martino (San Martìn)
- San Pietro (San Pièri)
- Zompicchia (Çupìcje)

## Administració
| Període | Identitat      | Partit           |
| ------- | -------------- | ---------------- |
| 2004-   | Vittorino Boem | Progetto Insieme |